# Протокол о восстановлении Австрии
Протокол о восстановлении Австрии — соглашение, заключенное 4 октября 1922 года между правительством Австрии и правительствами Великобритании, Франции, Италии и Чехословакии, предусматривающее постепенное восстановление австрийской экономики под наблюдением Лиги Наций. В тот же день он был зарегистрирован в серии договоров Лиги Наций. Правительство Испании присоединилось к протоколу 3 ноября 1922 года.

## Условия
Протокол состоял из трех заявлений, выпущенных в один и тот же день. В Декларации № 1 подписавшие стороны обязались не нарушать территориальную или экономическую независимость Австрии. Декларация № 2 регулировала иностранные ссуды, предоставляемые австрийскому правительству, и учредила Комитет контроля, состоящий из других подписавших сторон, для наблюдения за выделением средств во время реконструкции. Декларация № 3 предоставила австрийскому правительству время, необходимое для приведения внутреннего законодательства в соответствие с Декларацией № 2, а также право обжалования некоторых решений, принятых Комитетом контроля.

## Последствия
Протокол 1922 г. был дополнен «Австрийским протоколом», подписанным 15 июля 1932 г., по которому правительства Бельгии, Великобритании, Франции, Италии и Нидерландов обязались предоставить австрийскому правительству взаймы 300 000 000 австрийских шиллингов сроком на 20 лет.